# Municipio de Avery (condado de Hancock)
El municipio de Avery (en inglés: Avery Township) es un municipio ubicado en el condado de Hancock en el estado estadounidense de Iowa. En el año 2010 tenía una población de 312 habitantes y una densidad poblacional de 3,36 personas por km².

## Geografía
El municipio de Avery se encuentra ubicado en las coordenadas 42°56′46″N 93°32′57″O / 42.94611, -93.54917. Según la Oficina del Censo de los Estados Unidos, el municipio tiene una superficie total de 92.83 km², de la cual 92,71 km² corresponden a tierra firme y (0,12 %) 0,11 km² es agua.

## Demografía
Según el censo de 2010, había 312 personas residiendo en el municipio de Avery. La densidad de población era de 3,36 hab./km². De los 312 habitantes, el municipio de Avery estaba compuesto por el 90,06 % blancos, el 2,24 % eran asiáticos, el 6,41 % eran de otras razas y el 1,28 % eran de una mezcla de razas. Del total de la población el 9,62 % eran hispanos o latinos de cualquier raza.